# Retratos da Bahia
Retratos da Bahia (1946 a 1952) é um livro do etnólogo e fotógrafo francês, Pierre Fatumbi Verger. Prefaciado por Jorge Amado e Carybé, é um testemunho de que a história não pode ser só contada por palavras.
Composto de 249 fotografias em preto e branco, o livro tem como cenário a arquitetura baiana: igrejas, fortes, sobrados, monumentos e bairros. Traz, ainda, um relato do autor sobre a sua vida desde que chegou à Bahia, no dia 5 de agosto de 1946, a bordo do navio Comandante Capella.